# Kishinami (tàu khu trục Nhật)
Kishinami (tiếng Nhật: 岸波) là một tàu khu trục thuộc lớp Yūgumo của Hải quân Đế quốc Nhật Bản, từng hoạt động trong Chiến tranh Thế giới thứ hai.
Kishinami được đặt lườn tại xưởng đóng tàu của hãng Uraga Dock Company vào ngày 29 tháng 8 năm 1942, được hạ thủy vào ngày 19 tháng 8 năm 1943 và được đưa ra hoạt động vào ngày 3 tháng 12 năm 1943.
Ngày 2 tháng 12 năm 1944, Kishinami khởi hành từ Manila hộ tống chiếc Hakko Maru quay trở lại Singapore. Đến ngày 4 tháng 12, nó trúng phải ngư lôi phóng từ tàu ngầm Flasher của Hải quân Mỹ, và bị chìm về phía Tây đảo Palawan, ở tọa độ 13°12′B 116°37′Đ / 13,2°B 116,617°Đ. 90 thành viên thủy thủ đoàn đã bị thiệt mạng, bao gồm Thuyền trưởng, Trung tá Hải quân Mifune; nhưng có 150 người sống sót được cứu vớt bởi Yurishima và CD-17.
Kishinami được rút khỏi danh sách Đăng bạ Hải quân vào ngày 10 tháng 1 năm 1945.